# Uschi Keszler

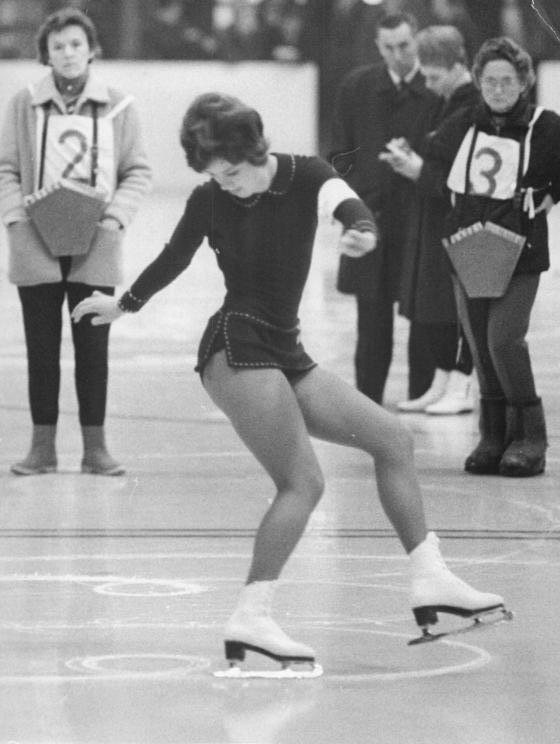
Uschi Keszler im Dezember 1963 bei der Pflicht

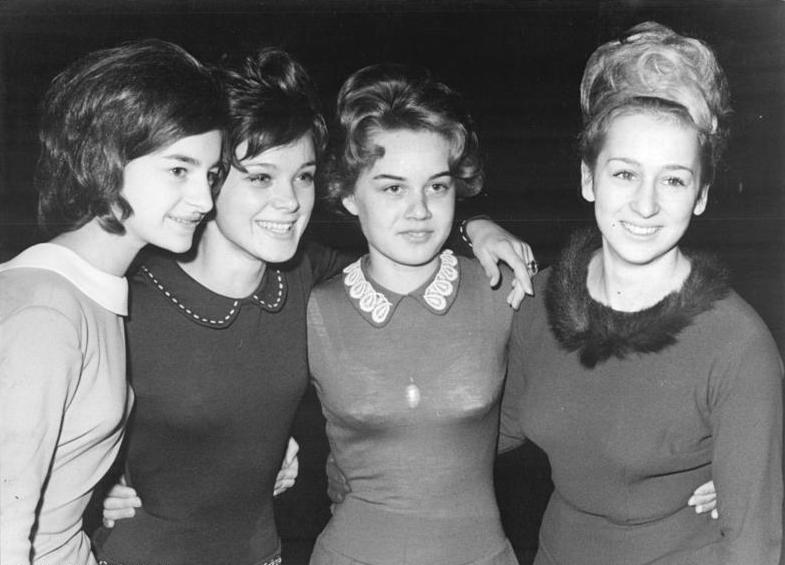
Dezember 1963; M. Mirmseker, U. Keszler, A. Wagner, H. Steiner

Uschi Keszler (* 13. August 1947 in Mannheim) ist eine ehemalige deutsche Eiskunstläuferin, die nach ihrer Zeit als aktive Sportlerin international als Choreographin und Trainerin erfolgreich war.

## Leben
Die in Frankenthal (Pfalz) aufgewachsene Keszler startete für den Mannheimer ERC. Sie nahm 1964 an den Olympischen Winterspielen teil und wurde 1965 Deutsche Meisterin im Eiskunstlauf der Damen. Sie musste ihre Amateurlaufbahn aufgeben, weil sie an Lungentuberkulose erkrankte und acht Monate in klinischer Behandlung war.
Nach überstandener Krankheit versuchte sie, mit dem Eiskunstlauf weiterzumachen, fand jedoch keinen Arzt, der schriftlich garantieren wollte, dass ihre Gesundheit durch Wettkampfsport keinen Schaden nehme. Gemunkelt wurde über eine mögliche Fortsetzung der Karriere im Paarlauf, zumal in der Deutschen Eislauf-Union Bestrebungen bestanden, Uschi Keszler zusammen mit Ralph Borghard zum Nachfolgepaar von Marika Kilius und Hans-Jürgen Bäumler aufzubauen. Borghard war während eines Wettkampf-Aufenthaltes in Davos die Flucht aus der DDR gelungen. Obwohl Uschi Keszler dem Paarlaufprojekt positiv gegenüberstand, scheiterte die Realisierung an dem Einspruch ihrer Eltern, da die gesundheitlichen Bedenken überwogen.
Keszler wanderte mit 18 Jahren in die USA aus, um dort als Trainerin zu arbeiten. Sie bekam mehrere Angebote und entschied sich für die Eisrevue „Ice Follies“ in San Francisco. Keszler besang 1967 eine Schallplatte für den deutschen Markt (Es hat geläutet, Platz 10 am 18. Mai 1967 in der Frankfurter Schlagerbörse). Die B-Seite Mir kann keiner was erzählen wurde ebenfalls vorgestellt und verpasste die Top 10 um Haaresbreite. Außerdem hatte sie einen Kurzauftritt im Eiskunstlaufspielfilm Das große Glück mit Marika Kilius und Hans-Jürgen Bäumler.
Kurze Zeit später heiratete sie Aram Boornazian und verließ kurzfristig die Eisrevue. Sie bekam einen Sohn, Marc, obwohl ihr die Ärzte vorher sagten, sie könne keine Kinder bekommen. Unterstützt durch ihren Ehemann arbeitete sie in den folgenden zehn Jahren halbtags als Eiskunstlauftrainerin. Außerdem studierte sie zwölf Jahre lang modernen Tanz und Schauspiel an der Rugers University.
1981 nahm sie erstmals bei einer Weltmeisterschaft als Trainerin teil. In den Folgemonaten choreografierte sie die Programme von Elaine Zayak. Noch 1981 begann ihre Zusammenarbeit mit Doug Leigh, dem Trainer von Brian Orser; Keszler weilte dafür mehrmals mit Brian Orser im LZE in Mannheim. Von 1982 bis 1987 erstellte sie die Choreographie für Claudia Leistner.
Von 1988 bis 1994 war Keszler die Choreografin von Isabelle Brasseur und Lloyd Eisler und von 1995 bis 1996 von Shae-Lynn Bourne und Victor Kraatz. Außerdem arbeitete sie seit 1992 an den Choreografien von Elvis Stojko, der ebenfalls ein Schüler von Doug Leigh. Elvis Stojko trennte sich 1999 von seinem Trainer und arbeitete fortan nur noch mit Keszler zusammen.
Weitere Schüler Keszlers waren und sind Tanja Szewczenko, Surya Bonaly, Rudy Galindo, Mandy Wötzel & Ingo Steuer, Oxana Grischtschuk & Jewgeni Platow, Debbie Koegel & Oleg Fediukov und Viktor Pfeifer.
Ihr Ehemann baute mit Partnern eine Eishalle „Ice Works“ in Aston (Pennsylvania, USA). Keszler ist dort Direktorin für das Eiskunstlaufprogramm. Hier arbeitete sie unter anderem weiter mit Elvis Stojko.
1998 wurde sie Oma.

## Sportliche Ergebnisse
Olympische Winterspiele
- 1964 – 24. Rang

Weltmeisterschaften
- 1964 – 15. Rang
- 1966 – 11. Rang

Europameisterschaften
- 1965 – 11. Rang
- 1966 – 8. Rang

Deutsche Meisterschaften (Senioren)
- 1963 – 6. Rang
- 1964 – 2. Rang
- 1965 – 1. Rang
- 1966 – 2. Rang